# Weseliwka (hromada Adżamka)
Weseliwka (ukr. Веселівка) – wieś na Ukrainie, w obwodzie kirowohradzkim, w rejonie kropywnyckim, w hromadzie Adżamka. W 2001 liczyła 751 mieszkańców.